# Heidenburg (Geisingen)
Die Heidenburg ist eine abgegangene Wallburg nahe dem ehemaligen Kloster Amtenhausen und dem Talhof bei der Stadt Geisingen im Landkreis Tuttlingen in Baden-Württemberg.
Die Zeitstellung dieser Befestigung ist nicht bekannt, sie könnte aus vor- oder frühgeschichtlicher Zeit oder aus dem Frühmittelalter stammen. Von der ehemaligen Anlage sind nur noch Wallreste erhalten.